# Helles

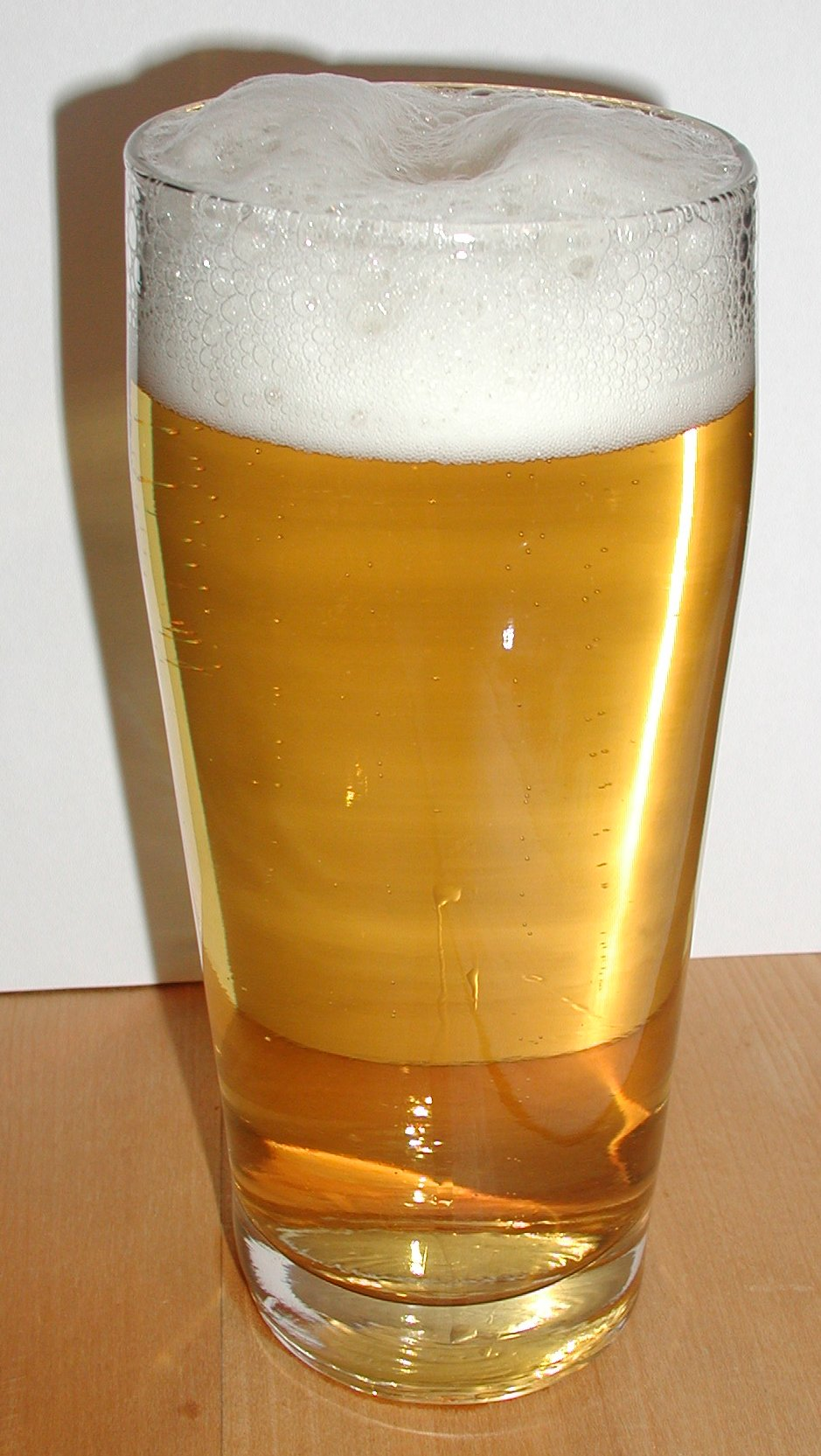
Bicchiere tipico di Helles

Helles o Hell è uno stile di birra chiara tedesca a bassa fermentazione (ovvero una lager) prodotta per lo più a Monaco, in Baviera. La parola helles, della lingua tedesca, è l'abbreviazione di Hellbier o helles Bier (e cioè "birra chiara" in tedesco), per distinguerla dalla dunkel o dunkles Bier ("birra scura"), un tipo di birra tipico della regione, ma più scura nei colori e più dolce della helles.
Possiede tra il 4,5 e il 5,5% di alcool (vol); questa gradazione media o medio bassa rende evidente il malinteso creato dalla somiglianza con la parola inglese Hell (inferno), la quale potrebbe suggerire erratamente una qualche particolare forte ("infernale") gradazione per questo tipo di birra.
Il suo gusto è vicino a quello delle birre di tipo pils ma con minor aroma di luppolo e più di malto.

## Esempi di birra Helles
- Löwenbräu Original
- Spaten Premium Lager
- Weihenstephaner Original Bayrisch Mild
- Hofbräu München Original
- Augustiner Lagerbier Hell
- Hacker-Pschorr Münchner Helles
- Paulaner Münchner Hell
- Andechser Hell